# Зандиг, Марита
Марита Зандиг (нем. Marita Sandig; род. 4 апреля 1958, Лихтенштайн, Цвиккау), в замужестве Гаш (нем. Gasch) — немецкая гребчиха, выступавшая за сборную ГДР по академической гребле в конце 1970-х — начале 1980-х годов. Чемпионка летних Олимпийских игр в Москве, четырёхкратная чемпионка мира, победительница многих регат национального и международного значения.

## Биография
Марита Зандиг родилась 4 апреля 1958 года в городе Лихтенштайн, ГДР. Проходила подготовку в Лейпциге в местном спортивном клубе DHfK.
Первого серьёзного успеха на взрослом международном уровне добилась в сезоне 1977 года, когда вошла в основной состав восточногерманской национальной сборной и побывала на чемпионате мира в Амстердаме, откуда привезла награду золотого достоинства, выигранную в зачёте распашных рулевых восьмёрок.
В 1978 году одержала победу в распашных рулевых четвёрках на мировом первенстве в Карапиро.
На чемпионате мира 1979 года в Бледе стала серебряной призёркой в рулевых четвёрках, уступив в финале только команде из СССР.
Благодаря череде удачных выступлений удостоилась права защищать честь страны на летних Олимпийских играх 1980 года в Москве — в составе экипажа, куда также вошли гребчихи Мартина Бёслер, Кристиане Кёпке, Биргит Шюц, Габриеле Кюн, Илона Рихтер, Керстен Найссер, Карин Метце и рулевая Марина Вильке, заняла первое место в программе женских восьмёрок и тем самым завоевала золотую олимпийскую медаль. За это выдающееся достижение по итогам сезона была награждена орденом «За заслуги перед Отечеством» в серебре.
После московской Олимпиады Зандиг осталась в составе гребной команды ГДР и продолжила принимать участие в крупнейших международных регатах. Так, в 1981 году она выступила на чемпионате мира в Мюнхене, где стала серебряной призёркой в рулевых четвёрках, пропустив вперёд экипаж из Советского Союза.
Вместе с напарницей Сильвией Фрёлих была лучшей в безрульных двойках на мировых первенствах 1982 года в Люцерне и 1983 года в Дуйсбурге.
В 1984 году Зандиг и Фрёлих в очередной раз победили на чемпионате ГДР, планировалось их участие в Олимпийских играх в Лос-Анджелесе, однако Восточная Германия по политическим причинам бойкотировала эти соревнования. В том же году спортсменку вновь наградили серебряным орденом «За заслуги перед Отечеством», и на этом она завершила спортивную карьеру.
Была замужем за немецким гребцом Уве Гашом, но позже они развелись.